# Albion
Albion (după Ptolemeu: Alouion) este cel mai vechi nume dat Marii Britanii, deși este adesea folosit definind Anglia în mod special.